# Ana Paula Vázquez
Ana Paula Vázquez Flores (* 5. Oktober 2000 in Ramos Arizpe) ist eine mexikanische Bogenschützin.

## Karriere
Ana Paula Vázquez begann 2012 mit dem Bogenschießen. Ihr internationales Debüt bei den Erwachsenen gab sie beim Weltcup 2018 in Shanghai. Im selben Jahr belegte sie bei den Zentralamerika- und Karibikspielen in Barranquilla im Einzel den zweiten Platz hinter Alejandra Valencia und vor Aída Román, während sie mit Valencia und Román in der Mannschaftskonkurrenz die Goldmedaille gewann. Mit Valencia und Román sicherte sie sich im Jahr 2021 im Mannschaftswettbewerb außerdem die Silbermedaille bei den Weltmeisterschaften in Yankton. Bei den 2021 ausgetragenen Olympischen Spielen 2020 in Tokio schied Vázquez im Einzel bereits in der ersten Runde aus. In der Mannschaftskonkurrenz qualifizierte sie sich mit Alejandra Valencia und Aída Román als Zweite der Platzierungsrunde direkt für das Viertelfinale, schied dort jedoch gegen Deutschland mit 2:6 aus. Die Panamerikameisterschaften 2021 in Monterrey schloss Vázquez im Einzel auf Rang drei und mit der Mannschaft auf Rang eins ab. 2022 gelang ihr mit der Mannschaft in Santiago de Chile die Titelverteidigung und sie wurde außerdem auch im Einzel Panamerikameisterin.
Das Jahr 2024 begann für Vázquez im April mit dem Gewinn der Silbermedaille im Mannschaftswettbewerb bei den Panamerikameisterschaften in Medellín. Bei den Olympischen Spielen 2024 in Paris vertrat sie Mexiko in zwei Wettbewerben. Zunächst startete Vázquez im Mannschaftswettbewerb an der Seite von Alejandra Valencia und Ángela Ruiz. Nach Rang drei in der Platzierungsrunde besiegte die mexikanische Mannschaft zunächst Deutschland mit 5:1, ehe im Halbfinale gegen China eine 3:5-Niederlage folgte. Im Duell um die Bronzemedaille traf Mexiko auf die Mannschaft der Niederlande und setzte sich mit 6:2 durch, sodass Vázquez, Valencia und Ruiz den dritten Platz belegten. Im abschließenden Einzel schloss Vázquez die Platzierungsrunde auf dem 20. Rang ab und traf in der ersten Runde auf die Deutsche Charline Schwarz. Mit 3:5 unterlag sie Schwarz und schied vorzeitig aus.